# محمد نور سيف
الشيخ محمد نور بن الشيخ سيف بن هلال بن شُويمِر المهيري (1323- 1402 هـ/ 1905- 1982 م). عالم إسلامي إماراتي.

## ولادته ونشأته
كان من أسرة محافظة اشتهرت بالتدين وحب العلم. فكان أبوه الشيخ سيف عالماً ورعاً تقياً محباً للعلم وأهله. يعمل في الغوص كعادة أهل زمانه.
ولد الشيخ محمد نور عام 1323هـ على وجه التقريب لا التحديد، الموافق 1905 م، في إمارة دبي بمنطقة الرأس من ديرة وعاش طفولته فيها، وكان أمراً طبيعياً أن يحمله أبوه على طلب العلم ويوجهه للدراسة وهو صغير. ففي طفولة مبكرة من حياته أرسل إلى الكتاتيب التي كانت تحفّظ القرآن الكريم، إذ كانت متشرة في المنطقة آنذاك. ويكاد يقتصر التعليم عليها.
ويروى أن الشيخ سيف بن هلال كان يدرس العلم في الأحساء على العلامة مفتي الأحناف أبي بكر بن محمد بن عمر المُلا الحنفي الأحسائي النقشبندي، فسأل الشيخ سيف بمَ سمّى ولده، فلما أجابه بأنه سمّاه محمد نور. قال:

## دراسته في مكة
عندما بلغ الثانية عشرة من عمره أي في حدود عام 1335 هـ، تقريباً بما يوافق عام 1916 م، هاجر أبوه الشيخ سيف بأسرته إلى مكة المكرمة، وفيها درس الشيخ محمد نور العلم على يد شيوخها الأجلاء كالشيخ محمد العربي التباني، والشيخ عمر حمدان والشيخ احمد ناظرين وغيرهم، فقد التحق أول وصوله مكة بمدرسة 
الفلاح  التي أسسها المحسن الكبير والتاجر المعروف الذي يضيق المقام عن تعداد فضائله ومآثره الشيخ محمد علي رضا زينل، ثم أسس فيما بعد مثيلات لها تحت ذات الاسم في كل من جدة، ودبي، وعدن، والبحرين، والهند، كانت تعني هذه المدارس في الدرجة الأولى بتدريس العلوم الدينية والمعارف الإسلامية واللغة العربية وآدابها، فضلاً عن غير ذلك من المواد الأخرى. وتعتبر مدرسة الفلاح من كبريات مدارس مكة المكرمة يؤمها الطلبة من معظم بقاع العالم الإسلامي وقد بلغ عدد طلبتها آنذاك ما يقارب 1800 طالب منهم الشيخ محمد نور ورفيقه العالم السيد علوي مالكي.
وخرجت هذه المدارس عديداً من العلماء والفقهاء البارزين الذين كان لهم في الحياة شأن كبير.
وكان الموقع السابق لمدرسة الفلاح في المسعى بين الصفا والمروة، لكنها بعد التوسعة في الحرم الشريف وادخال المسعى في المسجد الحرام نُقلت إلى مبناها الجديد في حارة الشبيكة.
ولمدرسة الفلاح أوقاف كثيرة أوقفها عليها الشيخ محمد على زينل ويصرف على المدارس مما تدره هذه الأوقاف.
وبما جبل عليه الشيخ محمد نور من حُب للعلم وتشجيع والده المستمر له وحثه على الجد والاجتهاد وما امتاز به من ذكاء لّماع وقبل ذلك توفيق الله سبحانه وتعالى له تفّوق على أقرانه في الدراسة فكان ترتيبه دائمً الأول بينهم.
وقد لفت مستوى الشيخ محمد نور أنظار أساتذته وتوقّعوا له مستقبلاً علمياً باهراً لما لمسوه فيه من ذكاء مفرط واجتهاد مستمر ومزايا خلقية نادرة.
فكان الشيخ محمد نور مجدّاً في طلب العلم مجتهداً في تحصيله مستغلاً وقته في الاسترداد والمذاكرة.
وبجانب دراسته في مدرسة الفلاح كان يرتاد دروس العلماء في الحرم الشريف ويلازم بعض علماء ويحضر مجالسهم. وقد منّ الله عليه أثناء ذلك بحفظ القرآن كله غيبياً.

## في مدرسة الفلاح
بعد أن أنهى الشيخ محمد نور دراسته في مدرسة الفلاح بمكة المكرمة عُينّ مدرساً فيها مدة وجيزة. وحدث أن زار الشيخ محمد على المدرسة وأبدى رغبته لانتقال الشيخ نور إلى دبي للتدريس في مدرسة التي أنشئت حديثاً فيها.
فلاقى هذا العرض قبولاً لدى الشيخ محمد نور لأنه سيعود لبلاده ويشارك في تعليم أهله وبني وطنه.
فوافق على ذلك دون تردّد منه وكان ذلك في حدود عام 1346هـ الموافق 1927 م، على افتراض أن عودة الشيخ محمد نور إلى دبي كانت مع بداية تأسيس مدرسة الفلاح. وبقى والده الشيخ سيف وعائلته في مكة المكرمة. والتحق الشيخ محمد نور أول وصوله دبي مدرساً بالفلاح. وكان ناظراً وقتذاك الشيخ العلامة عبدالرحمن بن حافظ.
وعمل الشيخ محمد نور في مدرسة الفلاح بدبى بجانب تدريس فيها نائباً للشيخ عبد الرحمن بن حافظ وبعد ترك الشيخ عبد الرحمن دبي وسفره إلى سلطنة عمان، وتولّيه القضاء فيها، عينّ الشيخ محمد نور بدلاً منه مديراً للمدرسة وكان ذلك فيما بعد عام 1348هـ بقليل.
وكان من المدرسين الذين عملوا تحت ادارته في تلك الفترة العلامة الشيخ محمد العبسي الأزهري اليماني، والشيخ عبد الله الأوفي والشيخ أحمد بن محمد القنبري (من فارس)، والشيخ محمد طاهر أو محمد صالح (من البحرين)، والشيخ أحمد الزبيدي (من اليمن)، والسيد محمد بن أحمد الشنقيطي وراشد بن محمد بن جمهور، وأحمد عيسى (من دبي)، وسليمان الصحاري وسعيد المسقطي ومحمد عمر الوادمي (من عمان).
ومن تلاميذه الذين درسوا عليه في ذلك الوقت بمدرسة الفلاح: محمد بن على بن دعفوس، أحمد حمد الشيباني، محمد بن موسى الخزرجي، ماجد وعبد الله أبناء محمد بن ماجد، أحمد ومحمد بن موسى ومحمد صالح الريس، وسالم بن كنيد، وعبد الله شمس الدين بن الشيخ غانم، وأحمد بن سعيد بن غباش، وأحمد بن محمد بن دلموك، وراشد بن مانع المكتوم، وأحمد بن عبد الرحمن ومحمد بن يوسف الشيباني، وحسن بن سعيد، ومطر ين عبيد الماجد، وحسن بوملحه، ومحمد بوملحه، وبطي الميدور، وراشد بن أحمد المهيري، وعبيد بن صقر بن غباش.
هذا في الفترة الأولى من تأسيس المدرسة، والا فان الذين درسوا على يد الشيخ محمد نور فيها بعد ذلك كثير من الطلبة.
وهم كل من درس في الفلاح إلى نهايتها. وكثير من هؤلاء الطلبة تحولوا بعد ذلك إلى مدرسين مارسوا مهنة التدريس في الفلاح والأحمدية وغيرها من مدارس البلاد بعد ذلك.
كالشيخ أحمد حمد الشيباني، وحسن بوملحه، ومحمد بوملحه، ومحمد بن يوسف الشيبانب، ومحمد صالح الريس.
وعبد الرحمن الريس، ومحمد بن على بن دعفوس، وراشد بن جمهور، وحسن سعيد وأحمد بن ظبوي، ومحمد بن ظبوى، وعبد الرحمن المنصوري، وعلى الجزيري، ومطر بن عبيد الماجد، وعمر بن عبيد الماجد، وأحمد الحميدي، وعبد الله راشد ومحمد الساكت، وغير هم من الأساتذة الأوائل الذين يرجع لهم الفضل في استمرار التعليم في البلاد وبناء قاعدته.وهو الذي أنشأ المعهد الديني الديني في دبي عام 1962م.

## وفاته
توفي محمد نور سيف في مشفى أجياد في مكة المكرمة، يوم الجمعة 1 جُمادى الآخرة 1402هـ الموافق 26 مارس (آذار) 1982م.